# Ahmed Alaoui (football)
Pour les articles homonymes, voir Ahmed Alaoui et Alaoui.
Ahmed Alaoui (en arabe : احمد العلوي), né en 1949, est un footballeur international marocain qui évoluait au poste d'attaquant.

## Biographie
International marocain, il est retenu pour participer à la Coupe du monde 1970 organisée au Mexique. Lors de la compétition, il participe à deux des trois matchs de son équipe. Il joue à cet effet contre le Pérou et la Bulgarie.
En club, Ahmed Alaoui évolue avec la RS Settat.